# Festival de Cinema de Telluride
Festival de Cinema de Telluride é um festival de filmes em Telluride, Colorado, Estados Unidos, que acontece anualmente, geralmente no mês de setembro, desde 1974. Idealizado por Bill e Stella Pence, Tom Luddy e James Card, a programação é dirigida por Julie Huntsinger.